# Oberkarthausen
 Oberkarthausen  ist ein Ort in Radevormwald im Oberbergischen Kreis im nordrhein-westfälischen Regierungsbezirk Köln in Deutschland.

## Lage und Beschreibung
Der Ort liegt im Südwesten von Radevormwald. Die Nachbarorte sind Obernfeld, Niedernfeld, Karthausen, Heide und Honsberg. Man erreicht Oberkarthausen über die Bundesstraße 229 und die von dieser bei Herbeck abzweigenden Landesstraße 81.

## Geschichte
1514 wird der Ort erstmals „sicher“ in Kirchenrechnungen der reformierten Kirchengemeinde Radevormwald „Karthusen“ genannt. Eine andere Quelle nennt im Zusammenhang einer Fehdeankündigung das Jahr 1422. Nach Pampus lässt sich darin allerdings der Ort Karthausen nicht eindeutig lokalisieren.

## Wanderwege
Folgende Wanderwege führen an dem Ort vorbei:
- Die SGV-Hauptwanderstrecke X7 (Residenzenweg) von Arnsberg nach Düsseldorf-Gerresheim
- Der Ortsrundwanderweg A1